# Thiên hoàng Sukō
Thiên hoàng Sukō (崇光天皇 (Sùng Quang Thiên hoàng) Sukō-tennō, 25 tháng 5, 1334 – 31 tháng 1, 1398) là Thiên hoàng thứ ba của Bắc triều, được Mạc phủ Ashikaga lập lên và bảo hộ ở Kyōto, Nhật Bản. Theo các học giả thời tiền Thiên hoàng Minh Trị, triều đại của ông kéo dài từ năm 1348 đến năm 1351.

## Phả hệ
Tên cá nhân của ông là Masuhito (益仁 (Ích Nhân)), nhưng sau đó ông đổi tên thành Okihito (興仁 (Hưng Nhân)).
Cha ông là Thiên hoàng Bắc triều Kōgon. Người tiền nhiệm là chú của ông, tức Thiên hoàng Kōmyō - em trai của Thiên hoàng Kōgon
Năm 1348, ông được chú phong làm Thái tử kế vị.

## Lên ngôi Thiên hoàng
Ngày 18/11/1348, ông được Ashikaga Takauji đặt lên ngôi sau khi ông chú là Thiên hoàng Kōmyō vừa thoái vị.
Triều đại của ông chứng kiến cảnh hai anh em nhà Ashikaga là Ashikaga Takauji và Ashikaga Tadayoshi mâu thuẫn gay gắt về cách trị quốc.
Năm 1351, Takauji bất ngờ ngả về Nam triều khiến Thiên hoàng phải từ ngôi, rút về ẩn tại cung điện.

## Thoái vị
Sau khi rời ngôi, ông cho Thái tử Tadahito lên tạm quyền điều hành Bắc triều.
Tháng 4, 1352, quân Nam triều bất ngờ tấn công Kyoto, bắt cả hoàng tộc trong đó có Thiên hoàng Kōmyō, Thiên hoàng Sukō và cả Thái tử Tadahito về Yoshino. Khuyết ngôi Thiên hoàng, Takauji lập em trai của Thiên hoàng vừa thoái vị là thân vương Iyahito lên ngôi, hiệu là Thiên hoàng Go-Kōgon.
Được Nam triều thả về Kyoto năm 1357, Thượng hoàng Sukō tìm cách vận động Mạc phủ cho con trai mình là Yoshihito làm Thái tử kế vị; nhưng Mạc phủ bác bỏ điều này. Shogun là Yoshiakira đề cử thân vương Ohito là con trai của người em (tức Thiên hoàng Go-Kōgon) làm người kế vị, hiệu là Thiên hoàng Go-En'yū.
Trong 1398, Thiên hoàng Sukō chết. Nhưng 30 năm sau cái chết của ông, năm 1428, chắt của ông Hikohito (彦仁 (Ngạn Nhân)), là con trai nuôi của Thiên hoàng Shōkō, trở thànhThiên hoàng Go-Hanazono, hoàn thành mong muốn thân yêu nhất của Sukō. Ông được chôn cất tại Đại Quang Minh tự lăng (大光明寺陵 Daikōmyōji no misasagi), Fushimi-ku, Kyoto.
Thiên hoàng để lại 4 người con, hầu hết theo Phật giáo. Sau khi ông qua đời, con trưởng là Yoshihito lên nối dõi dòng của ông, tức dòng của Thiên hoàng Fushimi.
Thiên hoàng sử dụng lại các niên hiệu của Thiên hoàng Nam triều lúc đó là Thiên hoàng Go-Murakami.